# Renzo Moro
Renzo Moro, né en 1933, est un architecte suisse.

## Biographie
Après avoir obtenu son diplôme à l'École polytechnique fédérale de Zurich, il s'installe en France.
Il travaille avec André Remondet, Grand prix de Rome. Il entre ensuite à l'Atea-Setap (Atelier d'études architecturales - Société d'études techniques d'aménagements planifiés) dirigée par Guy Lagneau, Michel Weill et Jean Dimitrijevic. En 1972 il est accepté comme associé à l'Atea puis devient en 1978 administrateur du AART-SETAP. En 1987, il crée Arteo dont il est le principal animateur. Administrateur de AART (Farah Architectes associés) de 2002 à 2011.
Spécialisé dans la maîtrise de grands ouvrages, il co-obtient en 1997 le Ruban d'or dans la catégorie « autoroutes urbaines » pour son travail sur les panoramas de l'autoroute A 837 Rochefort-Saintes en Charente-Maritime.
En 2004, son équipe d'Arteo et lui-même reçoivent le Grand prix de l'architecture pour un autre ouvrage autoroutier.

## Réalisations

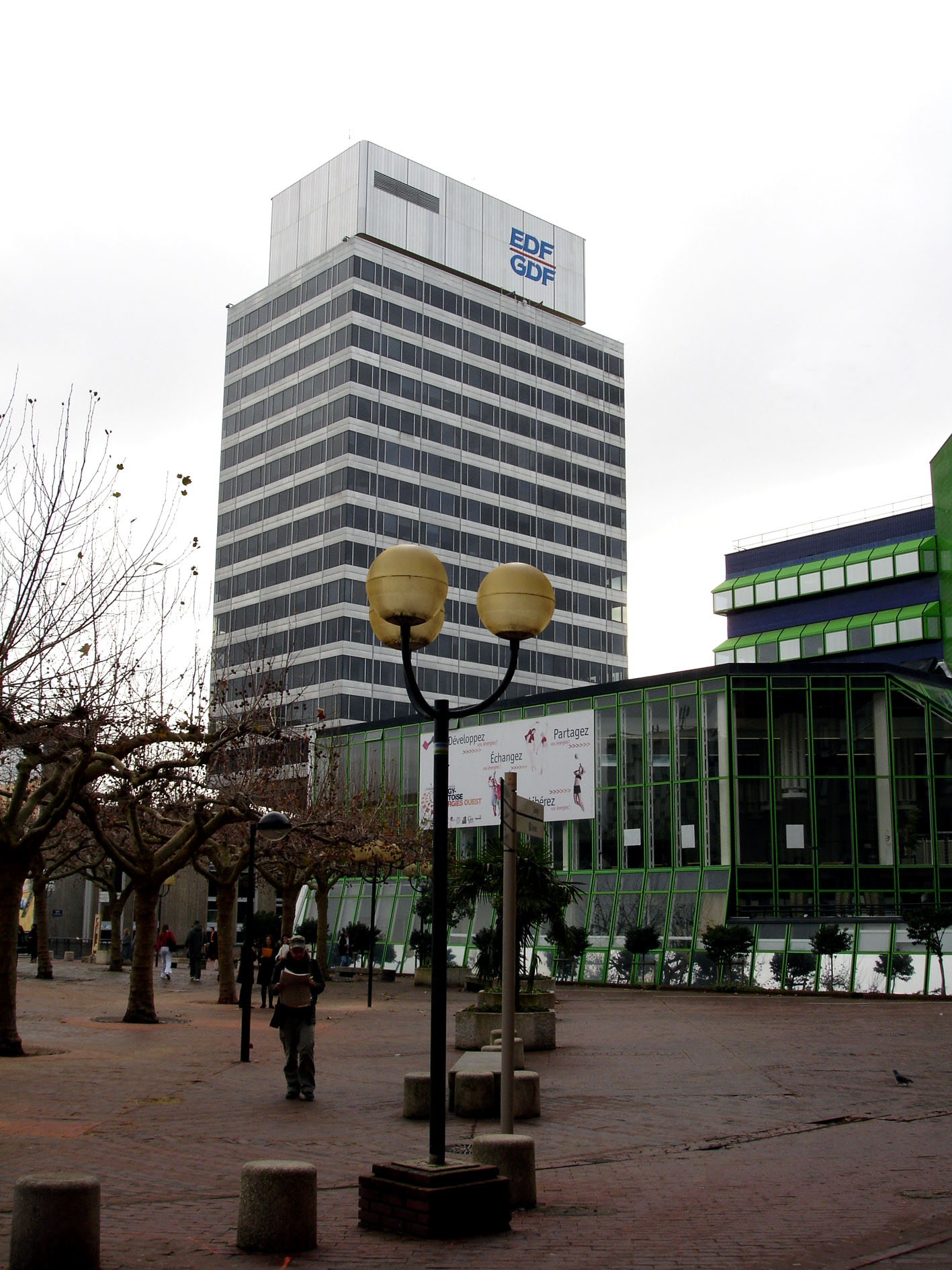
Tour EDF à Cergy-Pontoise

- divers bâtiments et laboratoires du Centre d'Études Nucléaires de Cadarache,
- la tour EDF-GDF à Cergy[3]
- l'usine de traitement des compteurs de GDF à Béthunes
- diverses réalisations pour les Autoroutes du Sud de la France : centres d'entretiens, bâtiments de direction régionale, gares de péage, centre de régulation du trafic.
- Dans le cadre du gie Aart-Setap divers hôpitaux au Koweït.
- Il a également participé à des études d'urbanisme à Saint-Quentin-en-Yvelines, dans le cadre du plan Delouvrier (SDAU)